# عباس صحت
عباس صحت (بالأذرية: Abbas Səhhət)‏ هو شاعر وكاتب مسرحي أذري.

## الحياة و الوظيفة
عباس صحت من عائلة رجل دين في مدينة الشماخي. تلقى تعليمه الابتدائي على يد والده. وقد بدأ بكتابة قصائد الهواة. ابتداءً من عام 1892 درس الطب في مشهد وطهران و بعد عودته إلى شماخي في عام 1900 تخلى عن مجاله المهني، لأن المؤسسات الروسية لم تعترف بالدبلومات الطبية من إيران. بدأ صحهات بتدريس اللغة الأذرية والأدب أولاً في المدارس الابتدائية ثم في المدرسة الواقعية . وتعتبر هذه الفترة بداية حياته المهنية كشاعر وكاتب مسرحي وفي عام 1903 بدأ في كتابة المقالات للصحيفة الناطقة باللغة الأذرية شرق روس والتي نُشرت في تفليس . ناقشت مقالاته في الغالب موضوعات في الأدب المعاصر.